# Buplèvre en faux
Bupleurum falcatum
Espèce
Classification phylogénétique
Le Buplèvre en faux (Bupleurum falcatum) est une espèce de plantes à fleurs de la famille des Apiaceae.  C'est une plante herbacée vivace trouvée en Europe et dans le Caucase.
Il est très utilisé en médecine Kampo.

## Description

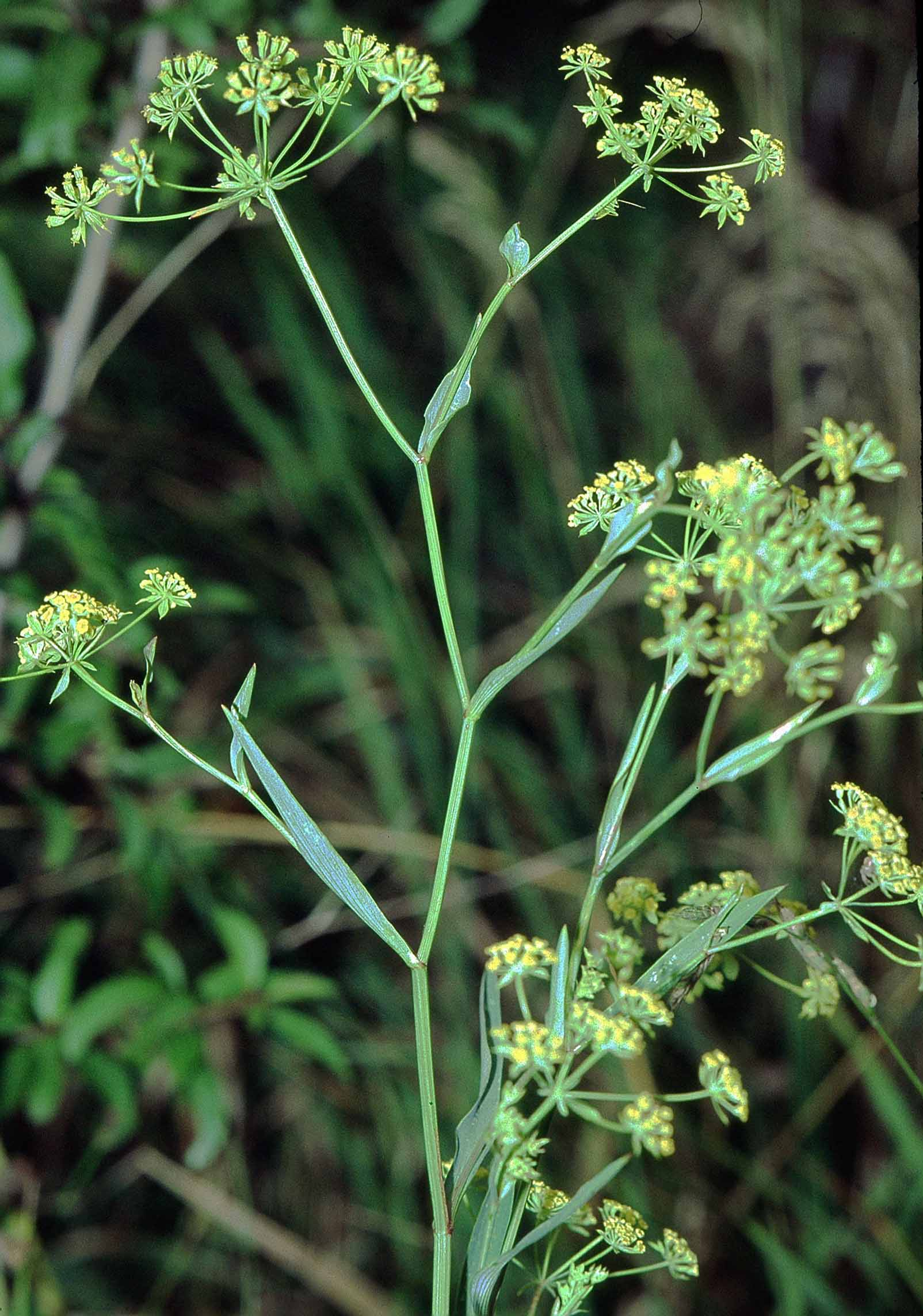
Bupleurum falcatum.

### Caractéristiques
- Organes reproducteurs
  - Couleur dominante des fleurs : jaune
  - Période de floraison : juillet-octobre
  - Inflorescence : ombelle d'ombellules
  - Sexualité : hermaphrodite
  - Pollinisation : entomogame
- Graine
  - Fruit : akène
  - Dissémination : barochore

Données d'après : Julve, Ph., 1998 ff. - Baseflor. Index botanique, écologique et chorologique de la flore de France. Version : 23 avril 2004.